# قيسبة بن كلثوم
قيسبة بن كلثوم صحابي وشاعر كان له قدر في الجاهلية، وفد على نبي الإسلام محمد وأسلم، وشهد فتح مصر، وكان زعيم الحضرميين حينئذ، ومن نصيبه قصر الشّمع بمصر القديمة الذي تنازل عنه ليُبنى مكانه المسجد المعروف بمسجد عمرو بن العاص. وقبل الإسلام خرج حاجا، فهجمت عليه بنو عقيل وأسرته طمعًا في فديته، ولكن قبيلته كندة أنجدوه وخلّصوه من أسره.

## نسبه
قيسبة بن كلثوم بن حباشة بن هدم بن عامر بن خولي بن وائل بن سوم بن عدي بن أشرس بن شبيب بن السكون بن أشرس بن كندة.

## تنازله عن أرضه
وعندما عزم عمرو بن العاص على فتح مصر سار قيسبة بن كلثوم من بلاد الشام إلى مصر مع جيش عمرو بن العاص، فدخلها في مئة راحلة وخمسين عبدا وثلاثين فرسا، فلما أجمع المسلمون وعمرو بن العاص على حصار حصن بابليون (قصر الشّمع)، نظر قيسبة فرأى جنانًا تقرب من الحصن، فعرّج إليها في أهله وعبيده، فنزل وضرب فيها فسطاطه وأقام فيها طول حصارهم الحصن حتى فتحه الله عليهم ثم خرج قيسبة مع عمرو إلى الإسكندرية وخلف أهله فيها، ثم فتح الله عليهم الإسكندرية، وعاد قيسبة إلى منزله هذا فنزله، واختط عمرو بن العاص داره مقابل تلك الجنان التي نزلها قيسبة، وتشاور المسلمون أين يكون المسجد الجامع، فرأوا أن يكون منزل قيسبة، فسأله عمرو فيه فقال: أنا أختط لك يا أبا عبد الرحمن حيث أحببت. فقال قيسبة: لقد علمتم يا معاشر المسلمين أني حزت هذا المنزل وملكته، وإني أتصدق به على المسلمين وارتحل، فنزل مع قومه بني سوم واختط فيهم، فبُني مسجد عمرو بن العاص في سنة 21 هـ، وفي ذلك يقول أبو قبان بن نعيم بن بدر الكندي:
وقال أبو مصعب قيس بن سلمة الشاعر في قصيدته التي امتدح فيها عبد الرحمن بن قيسبة:

## قصة أسره
قبل ظهور الإسلام خرج قيسبة بن كلثوم، وكان ملكًا، يريد الحج، وكانت العرب تحج في الجاهلية فلا يعرض بعضها لبعض، فمر ببني عامر بن عقيل، فوثبوا عليه فأسروه، وأخذوا ماله وما كان معه، وألقوه في القد، فمكث فيه ثلاث سنين، وشاع في اليمن أن الجن استطارته، فبينما هو في يوم شديد البرد في بيت عجوز منهم، إذ قال لها: أتأذنين لي أن آتي الأكمة فأتشرَّق عليها؟ فقد أضر بي القرُّ، فقالت له: نعم، وكانت عليه جبة من حبرة، لم يترك عليه غيرها، فمشى في أغلاله وقيوده حتى صعد إلى الأكمة، ثم أقبل يضرب ببصره نحو اليمن، وتغشاه عبرة فبكى، ثم رفع طرفه إلى السماء وقال: اللهم ساكن السماء؛ فرِّج لي مما أصبحت فيه.
فبينما هو كذلك إذ عرض له راكب، فأشار إليه أن أقبل، فأقبل الراكب، فلما وقف عليه.. قال: ما حاجتك يا هذا؟ قال: أريد اليمن، قال: من أنت؟ قال: أنا أبو الطمحان القيني؛ فاستعبر باكيا، فقال: له أبو الطمحان: من أنت؟ فإني أرى عليك سيما الخير ولباسك الملوك، وأنت بدار ليس فيها ملك، قال: أنا قيسبة بن كلثوم السكوني، خرجت عام كذا أريد الحج، فوثب علي هذا الحي وصنعوا بي ما ترى، وكشف عن أغلاله وقيوده، فاستعبر أبو الطمحان، فقال له قيسبة: هل لك في مئة ناقة حمراء؟ قال: ما أحوجني إلى ذلك، قال: فأنخ، فأناخ ثم قال: أمعك سكين؟ قال: نعم، قال: ارفع عن رحلك، فرفع عن رحله حتى بدت خشبة المؤخرة، فكتب عليها قيسبة بالمسند، وليس يكتب به غير أهل اليمن:
وكتب تحت الشعر إلى أخيه أن يدفع إلى أبي الطمحان مئة ناقة، ثم قال له: أقرئ هذا قومي؛ فإنهم سيعطونك مئة ناقة حمراء، فخرج تسير به ناقته، فلما وصل حضرموت.. تشاغل بما ورد له، ونسي أمر قيسبة حتى فرغ من حوائجه، ثم سمع نسوة من عجائز اليمن يتذاكرن قيسبة ويبكين عليه، فذكر أمره، فأتى أخاه الجون بن كلثوم، وهو أخوه لأبيه وأمه، فقال له: يا هذا؛ إني أدلك على قيسبة، وقد جعل لي مئة من الإبل، قال: فهي لك، فكشف عن الرحل، فلما قرأه الجون.. أمر له بمئة ناقة.
ثم أتى قيس بن معديكرب الكندي أبا الأشعث فقال له: يا هذا؛ إن أخي في بني عقيل أسير، فسر معي بقومك، فقال له: أتسير تحت لوائي حتى أطلب ثأرك وأنجدك؟ وإلا.. فامض راشدا، فقال له الجون: مَسُّ السماء أيسر من ذلك وأهون علي مما خيرته، وضجت السَّكون، ثم فاؤوا ورجعوا وقالوا: وما عليك من هذا؟ هو ابن عمك ويطلب لك بثأرك، فأنعم له بذلك.
وسار قيس وسار معه تحت لوائه، وكندة والسكون معه، فهو أول يوم اجتمعت فيه السكون وكندة لقيس، وبه أدرك الشرف، فسار حتى أوقع بعامر بن عقيل، فقتل منهم مقتلة عظيمة، واستنقذ قيسبة، وقال: في ذلك سلامة بن صبيح الكندي: